# Fusang
Fusang (kitajsko 扶桑, pinjin Fú Sāng) je izraz v stari kitajski književnosti, ki se lahko nanaša na različne entitete, najpogosteje pa na mitsko drevo ali kraje vzhodno od Kitajske. 
V Šan Haj Džing (Knjiga o gorah in morjih) in drugih podobnih besedilih iz istega obdobja fusang pomeni murvo življenja. Kasneje so tako začeli imenovati hibiskus in morda nekatere dežele daleč vzhodno od Kitajske.
Deželo Fusang je kitajski budistični misijonar Hui Šen leta 499 opisal kot kraj, ki se nahaja 20.000 li vzhodno Da-hana. Po mnenju  Josepha Needhama Da-han ustreza Burjatiji v Sibiriji. Hui Šen je prispel na Kitajsko iz Kabula leta 450 in odplul z ladjo v Fusang leta 458. Po vrnitvi leta 499 je o svojih ugotovitvah poročal kitajskemu cesarju. Njegovi opisi so zapisani v Knjigi Ljanga, napisani v 7. stoletju. V Fusangu, ki ga je opisal Šen, različni avtorji vidijo Ameriko, otok Sahalin, polotok Kamčatka ali Kurilsko otočje. Ameriška hipoteza je bila predmet najbolj vročih razprav v poznem 19. in zgodnjem 20. stoletju, potem ko je Charles Godfrey Leland leta 1875 znova objavil in razširjal spise Josepha de Guignesa iz 18. stoletja. Sinologi, vključno z Emilom Bretschneiderjem, Bertholdom Lauferjem in Henrijem Cordier, so ameriško hipotezo zavračali in jo v obdobju prve svetovne vojne skoraj povsem ovrgli.
V kasnejših kitajskih poročilih so ime Fusang dobili drugi, še slabše prepoznani kraji.

## Mitološki fusang
Eno od zgodnjih poročil trdi, da je cesar Ši Huang leta 219 pr. n. št. poslal odpravo približno 3.000 obsojencev v kraj, ki se je imenoval Fusang in je bil daleč na vzhodu onkraj oceana. Tam bi morali opraviti žrtvovanje bogu vulkana, ki je hranil eliksir življenja. Na dve odpravi iskanja eliksirja življenja, se je očitno odpravil dvorni čarovnik Šu Fu. Prva se je na dvor okoli leta 210 pr. n. št., ker je Šu Fu trdil, da je velikansko morsko bitje blokiralo pot njegovih mož. Ko se je odprava drugič odpravila na pot, so jo spremljali lokostrelci, da ubijejo to pošast,  vendar o njej ni bilo nikoli več slišati. V Zapisih velikega zgodovinarja je namig, da se je vodja odprave Šu Fu že zdavnaj vrnil na Kitajsko in se skrival nekje blizu poveljstva Langja ter zapravljal impresiven proračun odprave.
V kitajski mitologiji se fusang nanaša na božansko drevo in otok, ki se nahajata na vzhodu, kjer vzhaja sonce. Podobno drevo, znano kot ruomu, je obstajajo na zahodu. Sonce naj bi vsako jutro vzšlo v fusangu in zašlo v ruomuju. Po kitajskih legendah je na drevesu živelo deset ptic, običajno krokarjev. Devet ptic je počivalo, deseta ptica pa je nosila Sonce. Ta legenda je podobna kitajski zgodbi o izmišljenem junaku Hovjiju, včasih imenovanem Lokostrelec, ki je zaslužen za rešitev sveta s sestrelitvijo devetih sonc, ko se je nekega dne vseh deset sonc hkrati dvignilo na nebo. Nekateri znanstveniki so bronasta drevesa, ki so jih našli na arheološkem najdišču Sanšingdui, prepoznali kot fusang. 

## Razlage Šenovega poročila

### Vzhodna Japonska
Fusang bi lahko bila Japonska, vendar Hui Šenovo poročilo ločuje Fusang od starodavnega japonskega kraljestva Vo, ki naj bi bilo v regiji Kinki (Kansai) na otoku Honšuju, Kjušuju ali na otočju Rjukju.
Izraz Fusang se je kasneje v kitajskem pesništvu uporabljal za Japonsko. Nekateri pesniki dinastije Tang so verjeli, da je Fusang nekje med azijsko celino in Japonsko.
Gustaaf Schlegel je verjel, da je bil Fusang najverjetneje dolg otok Karafuto ali pa Sahalin. Joseph Needham je k temu dodal, da bi lahko bil tudi Kamčatka ali Kurilsko otočje.

### Amerika
Razdalja 20.000 li (okoli 8.000 km), ki jo omenja Šu Fu, bi lahko pomenila, da je bil Fusang na zahodni obali ameriške celine. 
Nekateri evropski zemljevidi iz 18. stoletja umeščajo Fusang severno od Kalifornije na območje Britanske Kolumbije. Ameriška lokacija se ne ujema s trditvijo, da so bili  v Fusangu videni konji, ker jih takrat v Ameriki še ni bilo. Ne ujema se niti s trditvijo, da so v Fusangu udomačili in molzli jelene.
Fusang je prikazan tudi na zemljevidu potovanj Marka Pola na Daljni vzhod, ki naj bi ga naredila (ali kopirala) njegova družina. Na zemljevidu sta  prikazana polotok Kamčatka in Aljaska. Zemljevid je datiran v 15. ali 16. stoletje, kar pomeni, da je v najboljšem primeru kopija izvirnega zemljevida. Ker črnilo na zemljevidu ni bilo datirano, je mogoče, da je bila Aljaska dodana pozneje, ko se je izvedelo za njen obstoj.

## Opisi Fusanga
Hui Šenovo poročilo, zapisano v Knjigi Ljanga, pravi: 
Fusang je 20.000 lijev vzhodno od države Dahan [dobesedno 'Veliki Han']  in se nahaja vzhodno od Kitajske [dobesedno 'Srednjega kraljestva'].
Tam raste veliko rastlin fusang, ki imajo ovalne liste, podobne pavlovniji, in užitne škrlatno rdeče sadeže,  podobne  hruškam. Kraj je bogat z nahajališči bakra, ki vsebuje  tudi sledi zlata in srebra, ne vsebuje pa železa. Domača plemena v Fusangu so civilizirana in živijo v dobro organiziranih skupnostih. Iz lubja drevesa fusang izdelujejo papir za pisanje. Iz vlaken v lubju izdelujejo tudi blago za oblačila ali vato. Njihove hiše ali koče so zgrajene iz lesa rdeče murve. Plodovi in mladi poganjki rastlin so eden od njihovih virov hrane. Redijo jelene za meso in mleko, tako kot Kitajci doma redijo govedo, izdelujejo pa so tudi sir iz jelenovega mleka. Potujejo na konjih in svoje blago prevažajo z vozovi ali sanmi, ki jih vlečejo konji, bivoli ali jeleni.
O ureditvi države: 
Državo upravlja cesar ali glavni poglavar s pomočjo več uradnikov. Večina državljanov spoštuje zakone. Država nima stalne  vojske ali vojaške obrambe, ima pa dva zapora, enega na severu in drugega na jugu države. Tisti, ki zagrešijo hude zločine, so poslani na sever in tam ostanejo vse življenje. Jetnice se lahko poročijo. V takšnih zakonih rojeni sinovi postanejo sužnji, hčere pa služkinje.}}
O družbenih praksah: 
Sklepanje zakonov je razmeroma preprosto. Če se fant želi poročiti z dekletom, mora ob dekletovi hiši zgraditi kočo in v njej ostati eno leto. Če je bil dekletu všeč, se poročita, sicer pa ga prosi, naj odide ... Ko nekdo v skupnosti umre, njegovo telo kremirajo. Žalovanje traja od sedem dni za umrlega starša, do pet dni za umrlega starega starša in tri dni za umrlega brata ali sestro. V času žalovanja ljudje ne smejo jesti in lahko pijejo samo vodo. Prebivalci ne poznajo budizma.
Knjiga Ljanga opisuje spreobrnitev Fusanga v budistično vero s posredovanjem petih budističnih menihov iz Gandare: 
V prejšnjih časih prebivalci Fusanga niso vedeli ničesar o budistični veri, toda v drugem letu Da Minga iz dinastije Liu Song (485 n. št.) je pet menihov iz Kipina iz kabulske regije Gandare odpotovalo v to državo z ladjo. Razširjali so budistično doktrino, svete spise in risbe ter svetovali ljudem, kako naj se osvobodijo svoje posvetne navezanosti. Posledično so se običaji prebivalcev Fusanga spremenili.
Knjiga Ljanga poroča tudi, da je 
1000 li [415 km] onkraj Fusanga Dežela žensk, kjer so "... ženske, popolnoma poraščene lasmi, hodijo pokončno in veliko klepetajo med seboj, vendar so sramežljive, ko zagledajo navadna človeška bitja. Svoje mladiče skotijo po šestih ali sedmih mesecih nosečnosti in jih dojijo na hrbtu. Dojenčki shodijo v 100 dneh in popolnoma odrastejo v treh ali štirih letih."